# Golf von Akaba
Der Golf von Akaba (in der Antike Aelaniticus Sinus, arabisch خليج العقبة Chalidsch al-Aqaba, DMG Ḫalīǧ al-ʿAqaba), gelegentlich auch nach der israelischen Küstenstadt Golf von Eilat (hebräisch מפרץ אילת Mifraz Eilat) genannt, bildet neben dem Golf von Sues eine der beiden langgestreckten Buchten, in denen das Rote Meer an seinem Nordende ausläuft. Er trennt die Arabische Halbinsel von der Halbinsel Sinai.

## Geographie und Geologie
Der Golf von Akaba erstreckt sich von seinem Ursprung an der Straße von Tiran in einer Länge von etwa 180 km. An der breitesten Stelle misst er ca. 28 km. Die maximale Tiefe wird mit 1850 Metern angegeben. Am nördlichen Ende liegen drei wichtige Städte: Taba in Ägypten, Eilat in Israel und Akaba in Jordanien. Alle diese Städte sind kommerziell wichtige Hafenstädte, Akaba ist der einzige Seehafen Jordaniens. Dieser war während des ersten Golfkrieges sehr wichtig für den Irak, denn nur über diesen Hafen konnte er sicher Öl exportieren und Nahrungsmittel importieren. Die einzige größere Stadt am Golf, die sich in Saudi-Arabien befindet, ist Haql mit etwa 25.000 Einwohnern. Sie liegt, verglichen zu den übrigen Städten, aber etwas weiter südlich.
Den Übergang zwischen dem offenen Meer und dem nordöstlich auslaufenden Golf von Akaba bildet an dessen Südende eine Meerenge mit Inseln und Riffen, die Straße von Tiran.
Geologisch gesehen ist der Golf von Akaba ein Bestandteil des Großen Afrikanischen Grabenbruchs, der von Ostafrika aus nordwärts durch das Rote Meer und weiter Richtung Totes Meer und Jordantal verläuft.

## Anrainerstaaten
Die Anrainerstaaten des Golfs sind Ägypten, Israel, Jordanien (mit der Stadt Akaba als Namensgeberin) und Saudi-Arabien. Während der Golf für Jordanien den einzigen Meereszugang herstellt, bietet er Israel – zusätzlich zu dessen Mittelmeer-Anrainerschaft – den direkten Zugang zu Rotem Meer und Indischem Ozean.

## Tourismus
Der Golf von Akaba gilt als beliebter Ferienort für Touristen, die sich des warmen Klimas erfreuen. Außerdem gilt der Golf von Akaba, ähnlich wie die Küstenregionen des Roten Meeres, als Paradies für Schnorchler und Taucher. Er ist reich an einer Vielzahl verschiedener Korallen und anderer Meeresbewohner. Einige Wracks, sowohl von gesunkenen als auch versenkten Schiffen, sind beliebte Tauchgebiete und ein Habitat mariner Lebewesen.